# 黄纹石龙子
黄纹石龙子（学名：Plestiodon capito）为石龙子科石龙子属的爬行动物，俗名石蛇子、石龙子。在中国大陆，分布于北京、河北、辽宁、湖北、四川、陕西、甘肃、宁夏等地，常栖息于多石块、植被茂密的林缘或林中空地等处。其生存的海拔范围为200至1900米。

## 保护
本种于2023年被收录入《有重要生态、科学、社会价值的陆生野生动物名录》。